# Niclas Pajala
Niclas Pajala, född 24 augusti 1976 i Luleå, död 2 september 2016, var en svensk regissör och manusförfattare, som 2004 gick ut Dramatiska Institutets teaterregilinje.
Han har bland annat skrivit radioteater för Sveriges Radio, och skrev 2006 års julkalender i radio, Toivos kosmos.